# Sherilyn Fenn
Sheryl Ann 'Sherilyn' Fenn (Detroit, 1 februari 1965) is een Amerikaanse actrice. Ze werd voor haar rol als Audrey Horne in Twin Peaks genomineerd voor zowel een Emmy Award als een Golden Globe. Tevens speelde ze hoofdpersonage Billie Frank in de televisieserie Rude Awakening. Ze maakte haar filmdebuut in The Wild Life uit 1984.
Fenn is de dochter van Arlene Quatro, die samen met haar zussen Suzi, Patti en Nancy de popgroep Suzi and the Pleasure Seekers vormde.
Fenn trouwde in 1994 met cameraman Toulouse Holliday, met wie ze in december 1993 zoon Myles Maximillian had gekregen. Hun huwelijk strandde in 1997. Fenn beviel in augustus 2007 van zoon Christian James, die ze kreeg met vriend Dylan Stewart.

## Trivia
- Fenn poseerde in december 1990 naakt in Playboy, waarop ze ook staat afgebeeld op de cover.
- Sherilyn is het nichtje van rockzangeres Suzi Quatro

## Filmografie
*Exclusief televisiefilms
| - The Brittany Murphy Story (2014) - Raze (2013) - The Scenesters (2009) - Lesser of Three Evils (2007) - Treasure Raiders (2007) - Novel Romance (2006) - Whitepaddy (2006) - Lesser of Three Evils (2005) - Cavedweller (2004) - Dream Warrior (2003) - The United States of Leland (2003) - $windle (2002) - Darkness Falls (1999) - Cement (1999) - Outside Ozona (1998) - The Shadow Men (1998) - Lovelife (1997) - Just Write (1997) - Fatal Instinct (1993) | - Three of Hearts (1993) - Boxing Helena (1993) - Of Mice and Men (1992) - Ruby (1992) - Diary of a Hitman (1991) - Desire and Hell at Sunset Motel (1991) - Backstreet Dreams (1990) - Wild at Heart (1990) - Meridian (1990) - True Blood (1989) - Crime Zone (1988) - Two Moon Junction (1988) - Zombie High (1987) - The Wraith (1986) - Thrashin' (1986) - Out of Control (1985) - Just One of the Guys (1985) - The Wild Life (1984) |

## Televisieseries
*Exclusief eenmalige gastrollen
- Ray Donovan - Donna Cochran (2014, acht afleveringen)
- Magic City - Madame Renee (2013, vier afleveringen)
- Gilmore Girls - Anna Nardini (2003-2007, negen afleveringen)
- Boston Public - Violet Montgomery (2003-2004, vier afleveringen)
- Dawson's Creek - Alex Pearl (drie afleveringen)
- Rude Awakening - Billie Frank (1998-2001, 55 afleveringen)
- Twin Peaks - Audrey Horne (1990-1991, dertig afleveringen)
- Shameless (Amerikaanse televisieserie)-  Queenie Slott (vijf afleveringen)